# 何弘敬
何 弘敬（か こうけい、807年 - 866年）は、唐代の軍人。魏博節度使。もとの名は重順。字は子粛。本貫は霊州霊武県。

## 経歴
魏博節度使の何進滔と衛国太夫人康氏のあいだの子として生まれた。大和4年（830年）、大理寺卿・魏博節度副使となった。大和6年（832年）、御史中丞を加えられた。大和8年（834年）、上柱国を加えられた。大和9年（835年）、御史大夫を加えられた。開成5年（840年）、父が死去すると、魏博節度使の位を嗣いだ。朝廷は河中節度使の李執方と滄州節度使の劉約に使者を派遣させて、弘敬に入朝を命じさせたが、弘敬は従わなかった。会昌元年（841年）、左金吾衛大将軍を加えられた。会昌2年（842年）、銀青光禄大夫・検校戸部尚書となった。会昌3年（843年）、昭義軍節度留後の劉稹が反乱を起こすと、弘敬は沢潞東面招討使となって、その討伐にあたった。会昌4年（844年）、廬江郡開国公に封じられた。検校尚書右僕射となった。会昌6年（846年）、検校司空となった。大中5年（851年）、母が死去したため、弘敬は喪に服した。喪が明けた後、弘敬は光禄大夫・検校司徒・同中書門下平章事となった。検校司徒・同平章事のまま太子太保に任じられた。さらに太子太傅を加えられた。大中13年（859年）、懿宗が即位すると、侍中を加えられた。中書令を兼ね、楚国公に封じられた。咸通7年（866年）、死去した。享年は60。太師の位を追贈された。

## 子女
- 何全暤（後嗣）
- 何全肇
- 何全綽
- 何全昪
- 何全卿
- 廬江県君（南陽張氏にとついだ）[8]

## 伝記資料
- 『旧唐書』巻181 列伝第131
- 『新唐書』巻210 列伝第135
- 唐故魏博節度使検校太尉兼中書令贈太師廬江何公墓誌銘（何弘敬墓誌）